# Carel Frederik Donnadieu
Carel Frederik Donnadieu (Amsterdam, 5 juni 1812 - Delft, 15 maart 1858) was een Nederlands geneesheer, en hoogleraar scheikunde aan de Koninklijke Akademie te Delft. Eerder had hij in 1841 in Delft een plaatstelijke industrieschool opgericht.

## Levensloop
Donnadieu was de zoon van Frederik Carel Donnadieu, referendaris bij het Ministerie van Binnenlandse Zaken, en Petronella Johanna Schaalje. Hij bezocht de departementale school en later de latijnse school in 's Gravenhage, daarna het Lyceum te Brussel, en vertrok in 1830 naar de Hoogeschool te Leiden, waar hij op 22 juni 1835 promoveerde tot doctor in de geneeskunde op een proefschrift: Positiones varii argumenti.
Donnadieu begon zijn loopbaan als geneesheer in Naaldwijk en vestigde zich in 1835 te Delft. Zijn liefde voor de natuurwetenschappen maakte, dat hij zich vooral toelegde op de scheikunde. Dit bracht hem in contact met Petrus Jacobus Kipp. Bij de oprichting van de Koninklijke Akademie ter opleiding van burgerlijke ingenieurs op 25 februari 1843 werd hij benoemd tot leraar in de scheikunde. Ruim drie jaar later, op 30 april 1846, kreeg hij de titel van hoogleraar.
Met de aanstelling in Delft kwam de verplichting om zelf leerboeken te schrijven of bekende werken te vertalen. In dit kader vertaalde hij eerst het technisch-chemische leerboek van de Duitse Fr. Köhler, en later het werk van de Duitse Carl Remigius Fresenius.
Donnadieu was van 1844 tot 1847 hoofdredacteur van het Tijdschrift voor handel en nijverheid, waarin verschillende artikelen van zijn hand verschenen.

### Personalia
Donnadieu huwde op 24 april 1833 in Den Haag met Maria Catharina Nieuwenhuisen, en ze kregen in ieder geval een zoon Frederik Carel Pieter Donnadieu (1836-1914).

## Publicaties
- Fr. Koehler, C.F. Donnadieu (vert.). De scheikunde met betrekking tot het fabriekwezen. Naar de 4de uitgave uit het Hoogduits vertaald. Delft, 1845-46, 2 dln.
- C.R. Fresenius, C.F. Donnadieu (vert.). Handleiding tot de qualitative chem. analyse. Naar de 9de uitgave uit het Hoogduits vertaald. Delft, 1856.
- K. Holtzmann, C.F. Donnadieu (vert.). Grondbeginselen der werktuigkunde. Uit het Hoogduits overgebracht. Delft, 1851.